# Goudgeel kalkbekertje
Het goudgeel kalkbekertje (Craterium aureomagnum) is een slijmzwam behorend tot de familie Physaridae. Het leeft saprotroof op loofbomen en -struiken.

## Kenmerken
De sporocarpen zijn 0,7-1,5 mm hoog.

## Verspreiding
In Nederland komt het goudgeel kalkbekertje uiterst zeldzaam voor.